# Distretto di Raichur
Il distretto di Raichur è un distretto del Karnataka, in India, di 1 648 212 abitanti. È situato nella divisione di Gulbarga e il suo capoluogo è Raichur.